# Ромео и Джульетта (балет Прокофьева)
«Ромео и Джульетта», op. 64 — балет Сергея Прокофьева в 3 актах, 9 картинах с прологом и эпилогом. Либретто Леонида Лавровского, Адриана Пиотровского, Сергея Прокофьева и Сергея Радлова по одноимённой трагедии Уильяма Шекспира. Премьера в сокращённой версии (на музыку первой и второй оркестровых сюит) состоялась в 1938 году в Брно (Чехословакия). Полностью впервые поставлен в Кировском театре в Ленинграде в 1940 году (балетмейстер Леонид Лавровский, в главной роли — Галина Уланова).
«Ромео и Джульетта» Прокофьева — один из самых популярных балетов двадцатого столетия. Ещё до премьеры, в 1936 году, на основе музыки балета Прокофьев написал две оркестровые сюиты, к которым в 1946 году добавил третью. Оркестровые сюиты, которые носят одинаковое название — «Ромео и Джульетта», относятся к числу самых популярных сочинений композитора.

## История
В сотрудничестве с режиссёром Сергеем Радловым и драматургом Адрианом Пиотровским Прокофьев создал драматическую основу балета и сочинил к нему музыку в 1935 году. Они написали сценарий в четыре акта со счастливым концом, который резко отличался от финала знаменитой шекспировской трагедии. Эта редакция балета, однако, так и не дошла до постановки. В начале 1936 года «Правда» осудила два произведения Дмитрия Шостаковича в статьях «Сумбур вместо музыки» и «Балетная фальшь». Эти статьи испугали композиторов и изменили творческую атмосферу в Советском Союзе. Прокофьев и его соавторы изменили сценарий и ввели традиционный трагический конец.
Премьера состоялась через несколько лет. Изначальный договор с Кировским театром выполнен не был, и заказ на балет перешёл к Большому театру, который тоже отменил постановку после кампании 1936 года. В конце концов, премьера состоялась за границей в декабре 1938 года, в Брно в отсутствие композитора. Балетмейстер Леонид Лавровский поставил советскую премьеру в январе 1940 года после грандиозного успеха постановки в Брно. Несмотря на возражения Прокофьева, Лавровский значительно изменил партитуру балета. Спектакль был удостоен Сталинской премии.
История создания балета была изложена композитором Сергеем Прокофьевым:
«В конце декабря (1934 года) я вернулся в Ленинград специально для переговоров с Кировским театром. Я высказал своё желание найти лирический сюжет для балета… Начали перебирать сюжеты: Пиотровский назвал „Пеллеаса и Мелизанду“, „Тристана и Изольду“, „Ромео и Джульетту“. В последний сюжет я сразу „вцепился“ — лучше не найти! Уговорились, что либретто будут делать Пиотровский, Радлов и я (С.П.). В качестве постановщика было решено привлечь бывшего ученика Радлова — Ростислава Захарова… Договор с Кировским театром всё же не заключили… Я приехал в Москву, и Голованов, бывший тогда главным дирижёром Большого театра, сказал, что если дело идёт о „Ромео“, Большой театр сразу заключит со мной договор. Договор был подписан летом 1935 года. Театр предоставил мне возможность работать над балетом в доме отдыха Большого театра „Поленово“, где я почти закончил балет, используя частично темы, сочиненные весной. Осенью в театре состоялось прослушивание этого балета. Он не имел успеха… Балет в то время поставлен не был… В Кировском же театре балет был поставлен в 1939 (1940) году. Р. Захаров отпал после того, как балет был отклонен Большим театром. Лавровский же во время постановки балета в Ленинграде много чего прибавил к тому, что было выдумано до него. Впоследствии я счёл нужным включить его в соавторы либретто».
Балет в редакции Лавровского ставился в Москве в 1946 году, в Большом театре. В 1955 году Мосфильм снял сокращённую киноверсию балета. Другие балетмейстеры, такие как Джон Крэнко в 1962 году, Кеннет Макмиллан в 1965 году, и Рудольф Нуреев в 1972 году, со временем создали новые постановки балета.
В июле 2008 года состоялась премьера изначальной авторской редакции 1935 года. Премьера прошла на музыкальном фестивале Колледжа Бард (англ. Bard Music Festival) в Нью-Йорке, США. Балетмейстером был Марк Моррис (Mark Morris). Эта постановка возродила состав, драматическую структуру и счастливый конец партитуры Прокофьева, которая раньше была неизвестна. После нью-йоркской премьеры возрождённый балет в рамках гастрольного турне был показан в Беркли, Норфолке, Лондоне и Чикаго.

## История постановки
Осенью 1938 года дирекция Кировского театра предложила Леониду Лавровскому ознакомиться с уже законченным клавиром балета «Ромео и Джульетта», написанного Прокофьевым. Из воспоминаний самого балетмейстера, это предложение он встретил с огромным волнением и процитировал слова Виктора Гюго: «Шекспир — это жизнь и смерть, холод и жар, ангел и демон, земля и небо, мелодия и гармония, дух и плоть, великое и малое… но всегда истина».
О своей работе в 1938 году Лавровский написал так:

В создании хореографического образа спектакля я шёл от идеи противопоставления мира средневековья миру Возрождения, столкновения двух систем мышления, культуры, миропонимания. Это и определило архитектонику и композицию спектакля. Необходимо было поставить перед композитором вопрос о ряде изменений в музыкальной структуре балета, и переделать либретто. В результате большой совместной работы, появилась музыкально-драматургическая канва спектакля… Танцы Меркуцио в спектакле были построены на элементах народного танца — это так соответствовало его натуре жизнелюбца, весельчака и завсегдатая народных празднеств. Для танца на балу у Капулетти я воспользовался описанием подлинного английского танца XVI века, так называемого «Танца с подушечкой»… Решение финала спектакля стало таким: Ромео спешит на кладбище к мёртвой Джульетте не для прощания, а для встречи с ней. Одной из самых больших трудностей оказалось соединение картин балета. Возникало серьёзное опасение распада спектакля на ряд эпизодов и картин. Они были соединены лишь музыкальными антрактами, не создающих единства драматургии, но которые, в процессе постановки были использованы как связующее звено танцевальных интермедий между отдельными картинами.
— Леонид Лавровский
По словам Львова-Анохина, готовясь к постановке спектакля, Леонид Лавровский изучал произведения мастеров раннего итальянского Возрождения в Эрмитаже. Читая средневековые романы, он нашёл материал по танцам эпохи, так и родился знаменитый «Танец с подушками».
15 декабря 1956 года Лавровский читал лекцию, под названием «Творческий путь Галины Улановой» в центральном лектории. Так он описывал сцены из спектакля:
В сцене последней встречи Ромео и Джульетты восходит солнце, поёт жаворонок, напоминающий о наступлении утра и о том, что Ромео должен покинуть Верону, расстаться с Джульеттой. Но в музыке Прокофьева мы не слышим никакого намёка на утро, на нежный пробуждающий день. В оркестре звучит бас-кларнет и фагот, которые отнюдь не передают пение жаворонка. Репетиция „пошла“, когда артистам удалось увидеть сцену „глазами Прокофьева“, они поняли, что композитору важно было обрисовать не „утро“ и не „жаворонка“, а ощущение тревоги, горечи, любви и боли разлуки.
По мнению И. И. Соллертинского:
Постановщику спектакля Лавровскому удалось создать ярко темпераментный, драматически напряжённый, богатый живописными возможностями и содержательный спектакль на сцене театра им. Кирова. Драматургия балета, как и драматургия оперы имеет свои особые законы. В либретто „Ромео и Джульетты“ сценаристов трое: Л. Лавровский, С. Прокофьев и С. Радлов. В данном отношении было не всё ладно, были сцены, неоправданные драматургически и музыкально. Поэтому некоторые эпизоды были решены кинематографично. Таким образом, первые препятствия, которые пришлось преодолеть Лавровскому были драматургического порядка. Музыка Прокофьева, впервые показанная в виде двух оркестровых сюит, пленила слушателей своей рельефностью портретно-симфонических характеристик и инструментальной изобретательностью. Скерциозный эпизод Джульетты-девочки, до-минорный траурный марш — все эти куски первоклассной музыки, разумеется вошли и в сценическую редакцию балетной партитуры, но их оказалось слишком мало, поэтому целые фрагменты пришлось повторять по нескольку раз.
Балетный дирижёр Юрий Файер так описывал постановку:
По партитуре „Ромео и Джульетта“ — балет в четырёх действиях и девяти картинах. В Постановке Лавровского балет идёт в трёх действиях, тринадцати картинах с прологом и эпилогом. Балет демонстрирует нам удивительную последовательность и непрерывность музыкально-драматического развития при необычайной краткости большинства отдельных номеров: число их равно пятидесяти двум!.
Театральный и балетный критик Борис Львов-Анохин:
Дуэты, сцены, объяснения Ромео и Джульетты проходят уединенно, вдали от чужого и враждебного мира. Даже в картине бала опускается занавес, который словно отрезает влюблённых от окружающей среды, они остаются одни. Из всех богатейших средств выразительности балета, Лавровский выбрал приёмы, наиболее близкие к законам естественной выразительности, соединив танец с драматической пантомимой, с тонким психологическим рисунком ролей.

## Структура
| Картина      | №  | Название                                      | Обозначение темпов                                                                  | Примечания                                  |
| ------------ | -- | --------------------------------------------- | ----------------------------------------------------------------------------------- | ------------------------------------------- |
|              | 1  | Вступление                                    | Andante assai                                                                       | при закрытом занавесе                       |
| Действие I   |    |                                               |                                                                                     |                                             |
| Картина 1    | 2  | Ромео                                         | Andante                                                                             |                                             |
| Картина 1    | 3  | Улица просыпается                             | Allegretto                                                                          |                                             |
| Картина 1    | 4  | Утренний танец                                | Allegro                                                                             |                                             |
| Картина 1    | 5  | Ссора                                         | Allegro brusco                                                                      |                                             |
| Картина 1    | 6  | Бой                                           | Presto                                                                              |                                             |
| Картина 1    | 7  | Приказ герцога                                | Andante                                                                             |                                             |
| Картина 1    | 8  | Интерлюдия                                    | Andante pomposo (L’istesso tempo)                                                   |                                             |
| Картина 2    | 9  | Приготовление к балу (Джульетта и Кормилица)  | Andante assai. Scherzando                                                           |                                             |
| Картина 2    | 10 | Джульетта-девочка                             | Vivace                                                                              |                                             |
| Картина 2    | 11 | Съезд гостей (Менуэт)                         | Assai moderato                                                                      |                                             |
| Картина 2    | 12 | Маски (Ромео, Меркуцио и Бенволио в масках)   | Andante marciale                                                                    |                                             |
| Картина 2    | 13 | Танец рыцарей                                 | Allegro pesante (главная тема) Poco più tranquillo (вторая тема Джульетты и Париса) |                                             |
| Картина 2    | 14 | Вариация Джульетты                            | Moderato (quasi Allegretto)                                                         |                                             |
| Картина 2    | 15 | Меркуцио                                      | Allegro giocoso                                                                     |                                             |
| Картина 2    | 16 | Мадригал                                      | Andante tenero                                                                      |                                             |
| Картина 2    | 17 | Тибальд узнает Ромео                          | Allegro                                                                             |                                             |
| Картина 2    | 18 | Гавот (Разъезд гостей)                        | Allegro                                                                             | на музыку гавота из «Классической симфонии» |
| Картина 2    | 19 | Сцена у балкона                               | Larghetto                                                                           |                                             |
| Картина 2    | 20 | Вариация Ромео                                | Allegretto amoroso                                                                  |                                             |
| Картина 2    | 21 | Любовный танец                                | Andante                                                                             |                                             |
| Действие II  |    |                                               |                                                                                     |                                             |
| Картина 3    | 22 | Народный танец                                | Allegro giocoso                                                                     |                                             |
| Картина 3    | 23 | Ромео и Меркуцио                              | Andante tenero                                                                      |                                             |
| Картина 3    | 24 | Танец пяти пар                                | Vivo                                                                                |                                             |
| Картина 3    | 25 | Танец с мандолинами                           | Vivace                                                                              |                                             |
| Картина 3    | 26 | Кормилица                                     | Adagio scherzoso                                                                    |                                             |
| Картина 3    | 27 | Кормилица передает Ромео записку от Джульетты | Vivace                                                                              |                                             |
| Картина 4    | 28 | Ромео у патера Лоренцо                        | Andante espressivo                                                                  |                                             |
| Картина 4    | 29 | Джульетта у патера Лоренцо                    | Lento                                                                               |                                             |
| Картина 5    | 30 | Народное веселье продолжается                 | Vivo                                                                                |                                             |
| Картина 5    | 31 | Снова народный танец                          | Allegro giocoso                                                                     |                                             |
| Картина 5    | 32 | Встреча Тибальда с Меркуцио                   | Moderato                                                                            | попытка Ромео примирить Тибальда и Меркуцио |
| Картина 5    | 33 | Тибальд бьётся с Меркуцио                     | Precipitato                                                                         |                                             |
| Картина 5    | 34 | Меркуцио умирает                              | Moderato                                                                            |                                             |
| Картина 5    | 35 | Ромео решает мстить за смерть Меркуцио        | Andante. Animato                                                                    |                                             |
| Картина 5    | 36 | Финал второго действия                        | Adagio dramatico                                                                    |                                             |
| Действие III |    |                                               |                                                                                     |                                             |
|              | 37 | Вступление                                    | Andante                                                                             |                                             |
| Картина 6    | 38 | Ромео и Джульетта (Спальня Джульетты)         | Lento                                                                               |                                             |
| Картина 6    | 39 | Прощание перед разлукой                       | Andante                                                                             |                                             |
| Картина 6    | 40 | Кормилица                                     | Andante assai                                                                       |                                             |
| Картина 6    | 41 | Джульетта отказывается выйти за Париса        | Vivace                                                                              |                                             |
| Картина 6    | 42 | Джульетта одна                                | Adagio                                                                              |                                             |
| Картина 6    | 43 | Интерлюдия                                    | Adagio                                                                              |                                             |
| Картина 7    | 44 | У Лоренцо                                     | Andante                                                                             |                                             |
| Картина 7    | 45 | Интерлюдия                                    | L’istesso tempo                                                                     |                                             |
| Картина 8    | 46 | Снова у Джульетты                             | Moderato tranquillo                                                                 |                                             |
| Картина 8    | 47 | Джульетта одна                                | Andante                                                                             |                                             |
| Картина 8    | 48 | Утренняя серенада                             | Andante giocoso                                                                     | мандолины за кулисами                       |
| Картина 8    | 49 | Танец девушек с лилиями                       | Andante con eleganza                                                                |                                             |
| Картина 8    | 50 | У постели Джульетты                           | Andante assai                                                                       |                                             |
| Эпилог       |    |                                               |                                                                                     |                                             |
| Картина 9    | 51 | Похороны Джульетты                            | Adagio funebre                                                                      |                                             |
| Картина 9    | 52 | Смерть Джульетты                              | Adagio (meno mosso del tempo precendente)                                           |                                             |

Примерная продолжительность — 145 минут.

### Основные действующие лица
- Капулетти[9] и Монтекки, главы двух враждующих семейств
- Джульетта, дочь Капулетти
- Ромео, сын Монтекки
- Тибальд, племянник Капулетти
- Меркуцио и Бенволио, друзья Ромео
- Эскал, герцог Вероны
- Патер Лоренцо, священник
- Кормилица Джульетты
- Парис, молодой дворянин, жених Джульетты
- Жена Капулетти
- Паж Ромео
- Паж Джульетты
- Хозяин кабачка

В середине оркестрового вступления занавес раздвигается, открывая зрителям трёхстворчатую картину-триптих: справа — Ромео, слева — Джульетта, в центре — Лоренцо. Это эпиграф к спектаклю.

## Оркестровые сюиты
В 1936 году, ещё до первой постановки балета, Прокофьев написал две семичастные оркестровые сюиты на его музыку.
Первая сюита, op. 64 bis:
1. Народный танец
2. Сцена (Улица просыпается)
3. Мадригал
4. Менуэт (Съезд гостей)
5. Маски
6. Ромео и Джульетта (Сцена у балкона. Любовный танец)
7. Гибель Тибальда (часть скомпонована из музыки № 6, 33, 35, 36)

Премьера сюиты состоялась 24 ноября 1936 года в Москве с оркестром под управлением Г. Себастьяна. Примерная продолжительность сюиты — 27 минут.
Вторая сюита, op. 64 ter:
1. Монтекки и Капулетти (Приказ Герцога. Танец рыцарей)
2. Джульетта-девочка
3. Патер Лоренцо (Ромео у патера Лоренцо)
4. Танец (Танец пяти пар)
5. Ромео и Джульетта перед разлукой
6. Танец антильских девушек (др. название: Танец девушек с лилиями)
7. Ромео у могилы Джульетты (Похороны Джульетты)

Премьера сюиты состоялась 15 апреля 1937 года в Ленинграде с оркестром под управленим автора. Примерная продолжительность сюиты — 30 минут.
В 1946 году Прокофьев написал третью сюиту на музыку балета, op. 101:
1. Ромео у фонтана (Вступление. Ромео)
2. Утренний танец
3. Джульетта (Вариация Джульетты. Джульетта у патера Лоренцо)
4. Кормилица (Приготовление к балу. Кормилица)
5. Утренняя серенада
6. Смерть Джульетты

Премьера сюиты состоялась 8 марта 1946 года в Москве с оркестром под управлением В. Дегтяренко.

## Фортепианная сюита
В 1937 году, ещё до первой постановки балета, Прокофьев написал фортепианную сюиту из его музыки. В том же году она впервые прозвучала в исполнении автора. Сюита была опубликована в 1938 году под названием «Ромео и Джульетта. Десять пьес для фортепиано, op. 75»:
1. Народный танец
2. Сцена
3. Менуэт
4. Джульетта-девочка
5. Маски
6. Монтекки и Капулетти
7. Патер Лоренцо
8. Меркуцио
9. Танец антильских девушек
10. Ромео и Джульетта перед разлукой

## Премьера в Чехословакии
Премьера балета в сокращении (на музыку первой и второй оркестровых сюит) прошла 30 декабря 1938 года в Национальном театре в Брно.
Балет в 1 акте, балетмейстер-постановщик Иво Ваня Псота, художник-постановщик В. Скрушный, дирижёр К. Арнольди. Либретто: А. И. Пиотровский, С. С. Прокофьев, С. Э. Радлов. Художник В. Скрушный.
Действующие лица
- Джульетта — Эва Шемберова (чеш. Zora Šemberová)
- Ромео — Иво Псота

Постановка имела большой успех.

## Сценическая жизнь балета

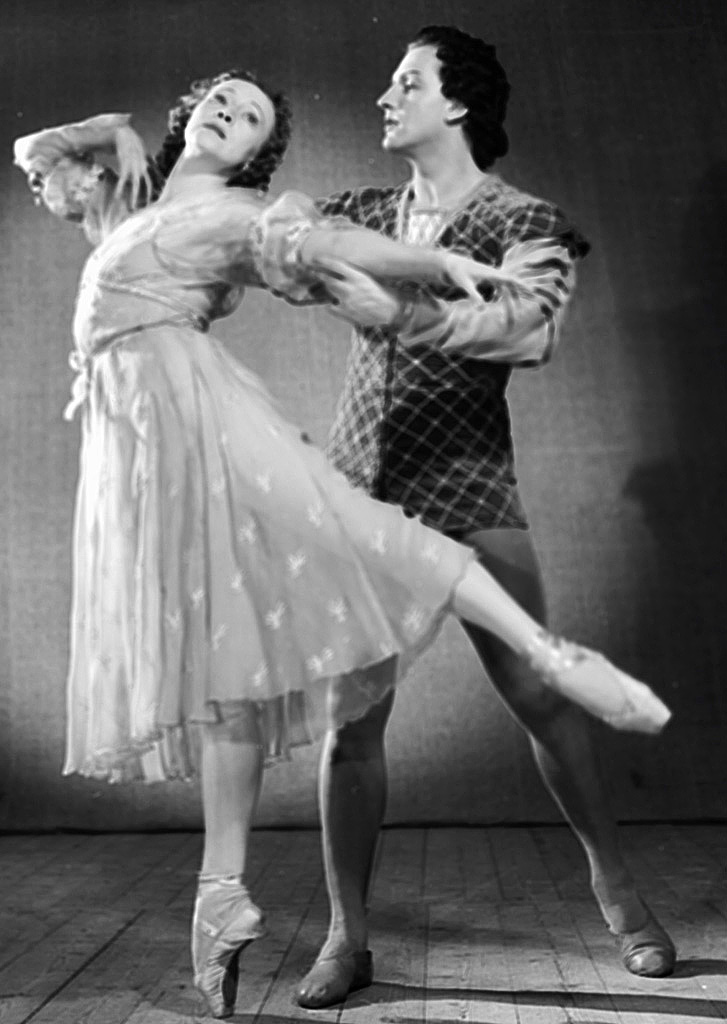
Галина Уланова и Юрий Жданов, 1954

### Ленинградский театр оперы и балета имени С. М. Кирова
Премьера прошла 11 января 1940 года
Балет в 4 актах 9 картинах с прологом и эпилогом, балетмейстер-постановщик Леонид Лавровский, художник-постановщик Пётр Вильямс, дирижёр-постановщик Исай Шерман
Действующие лица
- Джульетта — Галина Уланова
- Ромео — Константин Сергеев
- Тибальд — Роберт Гербек
- Меркуцио — Андрей Лопухов

28 декабря 1946 года — возобновление, балетмейстер Леонид Лавровский. Театр им. Кирова. Художник: П. В. Вильямс.
- Джульетта —Галина Уланова
- Ромео — Михаил Габович
- Меркуцио — С. Г. Корень
- Тибальд — А. Ермолаев

27 апреля 1991 года — возобновление, дирижёр-постановщик Александр Вилюманис
Действующие лица
- Джульетта — Елена Евтеева, Алтынай Асылмуратова (15 декабря)[12], Нина Ананиашвили (дата?)
- Ромео — Сергей Бережной, Андрей Яковлев (9 мая), Андрис Лиепа (дата?)
- Меркуцио — Андрей Босов, Владимир Ким (9 мая, 15 декабря)[13]
- Тибальд — Геннадий Бабанин, Дмитрий Корнеев
- Парис — Вячеслав Хомяков

### Большой театр
28 декабря 1946 года — балетмейстер-постановщик Леонид Лавровский, художник-постановщик Пётр Вильямс, дирижёр-постановщик Юрий Файер
Действующие лица
- Джульетта — Галина Уланова, (затем Елена Чикваидзе, Раиса Стручкова, Марина Кондратьева, Майя Плисецкая, Наталия Бессмертнова, Екатерина Максимова, Валентина Козлова)
- Ромео — Михаил Габович, (затем Юрий Гофман, Юрий Жданов, Николай Фадеечев, Марис Лиепа, Михаил Лавровский, Владимир Васильев, Леонид Козлов)
- Тибальд — Алексей Ермолаев, (затем Константин Рихтер, Владимир Левашёв, Анатолий Симачёв, Герман Ситников)
- Меркуцио — Сергей Корень, (затем Владимир Левашёв, Ярослав Сех, Юрий Папко, Михаил Цивин)
- Синьора Капулетти — Елена Ильющенко

Спектакль прошёл 210 раз, последнее представление — 20 марта 1976 года. В 1979 году спектакль был перенесён на сцену Кремлёвского Дворца съездов, последнее представление — 21 июня 1980 года.
26 июня 1979 года
Новая постановка — балет в 3 актах 18 картинах с прологом и эпилогом, либретто Лавровского, Прокофьева и Радлова в редакции Юрия Григоровича, балетмейстер-постановщик Юрий Григорович, художник-постановщик Симон Вирсаладзе, дирижёр-постановщик Альгис Жюрайтис
Действующие лица
- Джульетта — Наталья Бессмертнова, (затем Надежда Павлова, Людмила Семеняка, Нина Ананиашвили, Надежда Грачёва, Инна Петрова)
- Ромео — Вячеслав Гордеев, (затем Александр Богатырёв, Ирек Мухамедов, Андрис Лиепа, Юрий Посохов, Юрий Васюченко, Юрий Клевцов, Андрей Уваров)
- Тибальт — Александр Годунов, (затем Леонид Козлов, Алексей Лазарев, Александр Ветров, Сергей Соловьёв, Марк Перетокин, Ирек Мухамедов, Илья Рыжаков)
- Меркуцио — Михаил Цивин, (затем Владимир Деревяннко, Виктор Барыкин, Михаил Шарков, Андрей Буравцев, Владимир Бубнов, Николай Цискаридзе, Александр Петухов)

Спектакль прошёл 67 раз, последнее представление — 29 марта 1995 года.
25 декабря 1995 года — возобновление постановки Леонида Лавровского, балетмейстер-постановщик Вячеслав Гордеев, дирижёр-постановщик Александр Копылов
Действующие лица
- Джульетта — Надежда Грачёва, (затем Галина Степаненко, Нина Ананиашвили, Анна Антоничева, Инна Петрова)
- Ромео — Андрей Уваров, (затем Сергей Филин, Алексей Фадеечев, Дмитрий Белоголовцев)
- Тибальд — Александр Ветров, (затем Марк Перетокин, Владимир Моисеев, Дмитрий Белоголовцев)
- Меркуцио — Николай Цискаридзе, (затем Константин Иванов, Александр Петухов, Михаил Шарков, Дмитрий Гуданов)

Спектакль прошёл 18 раз, последнее представление 5 января 2000 года
13 декабря 2003 года
Новая постановка — балет в 2 актах, либретто Деклана Доннеллана, Раду Поклитару и Николаса Ормерода, режиссёр Деклан Доннеллан, балетмейстер Раду Поклитару, художник-постановщик Николас Ормерод, дирижёр-постановщик Гинтарас Ринкявичус
Действующие лица
- Джульетта — Мария Александрова, (затем Анастасия Меськова)
- Ромео — Денис Савин, (затем Ян Годовский)
- Тибальт — Денис Медведев, (затем Александр Петухов)
- Меркуцио — Юрий Клевцов, (затем Марк Перетокин)
- Леди Капулетти — Илзе Лиепа, (затем Мария Исплатовская)
- Парис — Александр Волчков, (затем Георгий Гераскин)

Спектакль прошёл 18 раз, последнее представление 29 января 2005 года

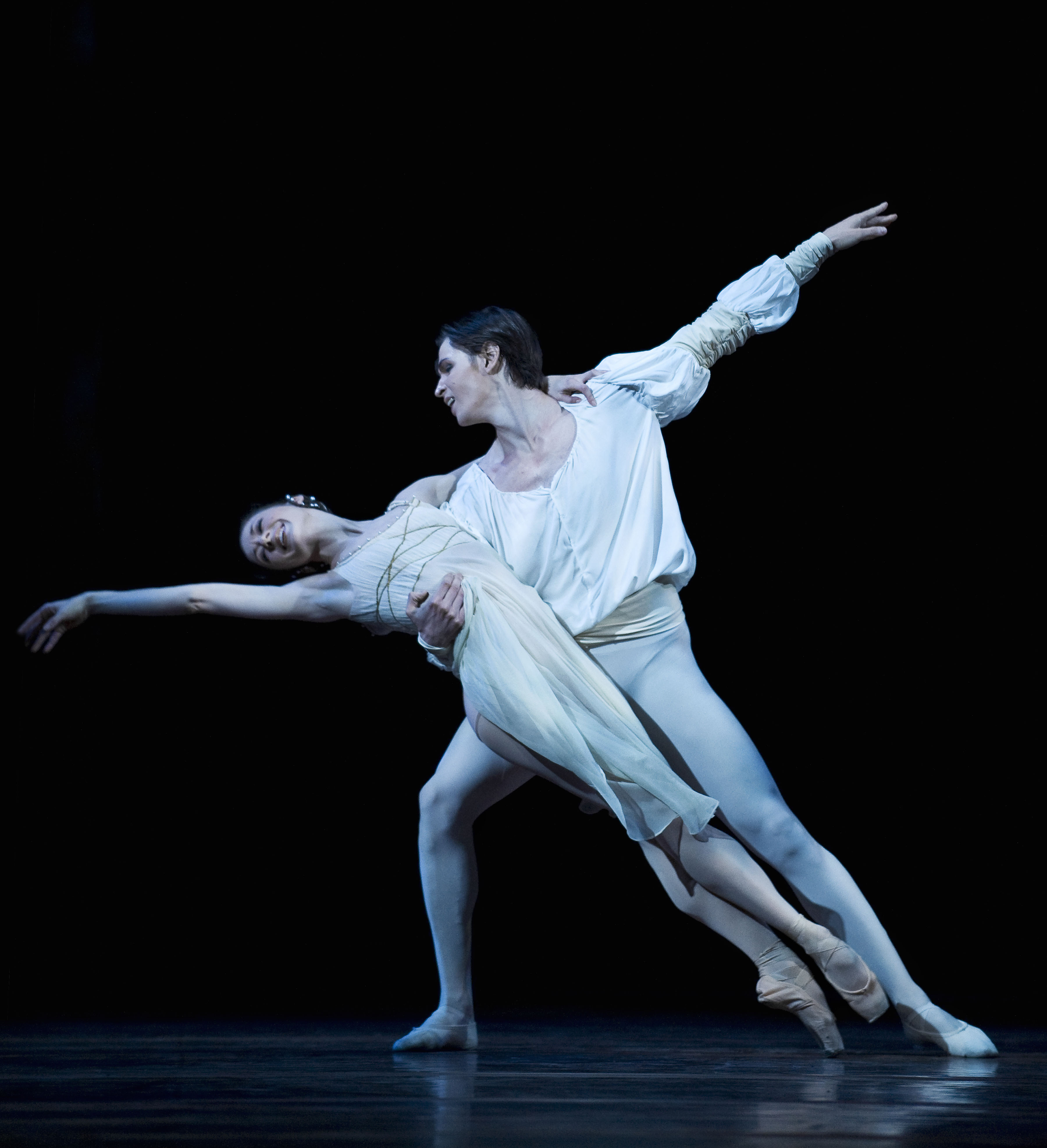
Nadja Sellrup and Pascal Jansson, Шведский Королевский балет, 2010

Финальная сцена из балета в постановке Юрия Григоровича, 2010, Ромео — Артём Овчаренко, Джульетта — Нина Капцова

21 апреля 2010 года — новая редакция в 2 действиях, балетмейстер-постановщик Юрий Григорович, сценография и костюмы Симона Вирсаладзе, дирижёр-постановщик Андрей Аниханов
Действующие лица
- Джульетта — Анна Никулина, (затем Нина Капцова, Екатерина Крысанова)
- Ромео — Александр Волчков, (затем Артём Овчаренко, Руслан Скворцов)
- Тибальт — Михаил Лобухин, (затем Юрий Баранов, Павел Дмитриченко)
- Меркуцио — Вячеслав Лопатин, (затем Андрей Болотин, Дмитрий Загребин)

04 апреля 2024 года — возобновление постановки Леонида Лавровского, балетмейстер-постановщик Михаил Лавровский, дирижёр-постановщик Антон Гришанин. Художник по возобновлению декораций Сергей Грачёв, художник по костюмам Татьяна Ногинова
Действующие лица
- Джульетта — Елизавета Кокорева (Евгения Образцова, Элеонора Севенард, Светлана Захарова, Екатерина Крысанова, Ева Сергеенкова)
- Ромео — Даниил Потапцев, (Артем Овчаренко, Денис Родькин, Артемий Беляков, Владислав Лантратов)
- Тибальд — Михаил Лобухин, (Александр Водопетов, Никита Капустин, Денис Савин, Игорь Пугачев)
- Меркуцио — Вячеслав Лопатин (Алексей Путинцев, Марко Чино, Дмитрий Смилевски, Денис Захаров)

### Постановки в других театрах
- 1944 — Труппа Биргит Кульберг, Стокгольм, Швеция, балетмейстер-постановщик Биргит Кульберг
- 1946 — Театр «Ванемуйне» (Тарту), балетмейстеры-постановщики И. А. Урбель и У. Вяльяотс
- 25 июня 1948 — Национальный театр, Белград, Югославия, балетмейстер-постановщик Димитрие Парлич
- 1948 — Немецкая государственная опера, Восточный Берлин, ГДР, балетмейстер-постановщик Татьяна Гзовская
- 1949 — Хорватский национальный театр, Загреб, балетмейстер-постановщик Маргарита Фроман
- 19 мая 1955 — Датский королевский балет, балетмейстер-постановщик Фредерик Эштон, художник П. Райс. Джульетта — М. Вангсо, Ромео — Х. Кронстам
- 1955 — Опера де Пари, балетмейстер-постановщик Серж Лифарь, Парижская опера
- 1955 — Киевский театр оперы и балета имени Т. Шевченко, балетмейстер-постановщик Вахтанг Вронский
- 1956 — Пермский театр оперы и балета, балетмейстер-постановщик Т. Е. Рамонова
- 26 июля 1958 — Ла Скала на сцене Театро Верде[англ.], Венеция, балетмейстер Джон Крэнко, художник-постановщик Юрген Розе. Джульетта — Карла Фраччи, Ромео — Марио Пистони
- 1961 — Гамбургский балет, балетмейстер-постановщик Питер ван Дийк
- 1962 — Киргизский театр оперы и балета, балетмейстер-постановщик Н. С. Тугелов, художник-постановщик А. Арефьев, дирижёр-постановщик А. Джумахматов; Ромео — Уран Сарбагишев, Джульетта — Бибисара Бейшеналиева
- 2 декабря 1962 — Штутгартский балет, балетмейстер-постановщик Джон Крэнко, художник-постановщик Юрген Розе; Ромео — Рей Барра, Джульетта — Марсия Хайде
- 1963 — Национальный балет Канады, балетмейстер-постановщик Джон Крэнко, художник-постановщик Юрген Розе
- 24 мая 1963 год — Челябинский театр оперы и балета, балетмейстер-постановщик Отар Дадишкилиани, художник-постановщик А. И. Морозов, дирижёр-постановщик И. А. Зак
- 1964 — Башкирский театр оперы и балета, балетмейстер-постановщик Леонид Лавровский
- 9 февраля 1965 — Лондонский Королевский балет, балетмейстер-постановщик Кеннет МакМиллан, художник-постановщик Н. Георгиадис; Ромео — Рудольф Нуреев, Джульетта — Марго Фонтейн
- 1965 — Театр оперы и балета «Эстония», балетмейстеры-постановщики Леонид Лавровский и Юрий Дружинин
- 1965 — Новосибирский театр оперы и балета, балетмейстер-постановщик Олег Виноградов, художник-постановщик Валерий Левенталь; Ромео — Никита Долгушин, Джульетта — Татьяна Зимина, Тибальт — Валерий Ромм
- 1966 — Цюрихский оперный театр, балетмейстер-постановщик Николай Берёзов
- 1967 — Нидерландский Национальный балет, балетмейстер-постановщик Руди ван Данциг
- 19 апреля 1968 — Львовский театр оперы и балета, балетмейстер-постановщик М. С. Заславский, художник-постановщик Евгений Лысик, дирижёр-постановщик Ю. Луцив
- 1968 — Государственный академический Большой театр оперы и балета БССР, балетмейстер-постановщик Отар Дадишкилиани
- 1969 — Королевский Шведский балет, балетмейстер Кеннет Макмиллан, художник-постановщик Юрген Розе [уточнить]
- 1969 — Лондонский Королевский балет, балетмейстер-постановщик Джон Крэнко, художник-постановщик Юрген Розе
- 1969 — Горьковский театр оперы и балета, балетмейстер-постановщик Л. Н. Флегматов
- 1969 — Свердловский театр оперы и балета, балетмейстер-постановщик Светлана Тулубьева
- 1970 — Воронежский театр оперы и балета, балетмейстер-постановщик К. А. Муллер
- 1970 — Ереванский театр оперы и балета, балетмейстер-постановщик Олег Виноградов
- 1971 — Городской театр, Франкфурт-на-Майне, балетмейстер-постановщик Джон Ноймайер
- 1971 — Киевский театр оперы и балета имени Т. Шевченко, балетмейстер-постановщик Анатолий Шекера, художник-постановщик: Федор Нирод
- 1971 — Театр оперы и балета «Эстония», балетмейстер-постановщик Май Мурдмаа
- 1972 — Пермский театр оперы и балета, балетмейстер-постановщик Николай Боярчиков
- 1972 — Новосибирский театр оперы и балета, балетмейстеры-постановщики Наталья Касаткина и Владимир Василёв
- 1972 — постановка Эльзы-Марианны фон Розен
- 1974 — Гамбургский балет, балетмейстер-постановщик Джон Ноймайер
- 1975 — Казанский театр оперы и балета, балетмейстер-постановщик Д. Арипова
- 21 апреля 1976 — Ленинградский Малый театр оперы и балета, балетмейстер и художник-постановщик Олег Виноградов, дирижёр-постановщик П. А. Бубельников; Ромео — Никита Долгушин, Джульетта — Е. Г. Алканова, Тибальт — П. О. Сталинский, Меркуцио — А. П. Евдокимов
- 1977 — Лондон Фестивал Балет, балетмейстер-постановщик Рудольф Нуреев
- 1977 — Куйбышевский театр оперы и балета, балетмейстер-постановщик Ю. Н. Яшутин
- 22 февраля 1978 — премьера постановки Юрия Григоровича в Опера де Пари

Балет в 3 актах 18 картинах с прологом и эпилогом, либретто Лавровского, Прокофьева и Радлова в редакции Юрия Григоровича, балетмейстер-постановщик Юрий Григорович, художник-постановщик Симон Вирсаладзе, дирижёр-постановщик Альгис Жюрайтис
Действующие лица
- Ромео — Микаэль Денар, (затем Шарль Жюд, Александр Богатырёв)
- Джульетта — Доминик Кальфуни, (затем Флоранс Клер, Наталья Бессмертнова)
- Тибальд — Жан Гизери
- Меркуцио — Патрик Дюпон, (затем Жорж Пилетта)
- 1978 — Донецкий театр оперы и балета, балетмейстер-постановщик Виктор Шкилько
- 1980 — Ла Скала, балетмейстер-постановщик Рудольф Нуреев, художник-постановщик Эцио Фриджерио, дирижёр-постановщик М. Сассон
- 3 апреля 1981 — Московский классический балет, под названием «Повесть о Ромео и Джульетте», балетмейстеры-постановщики Наталья Касаткина и Владимир Василёв, художник-постановщик Иосиф Сумбаташвили, дирижёр-постановщик А. В. Виноградов; Ромео — Станислав Исаев, Джульетта — Маргарита Перкун-Бебезичи, Тибальд — Ирек Мухамедов, Меркуцио — Александр Горбацевич
- 1981 — Екатеринбургский театр оперы и балета, под названием «Повесть о Ромео и Джульетте», балетмейстеры-постановщики Наталья Касаткина и Владимир Василёв, художник-постановщик Иосиф Сумбаташвили
- 30 апреля 1983 — Опера де Пари, балетмейстер-постановщик Джон Крэнко, художник-постановщик Юрген Розе; Ромео — Микаэль Денар, Джульетта — Ноэлла Понтуа, Меркуцио — Патрик Дюпон
- 19 октября 1984 — Опера де Пари, балетмейстер-постановщик Рудольф Нуреев, Ромео — Патрик Дюпон, Джульетта — Моник Лудьер, Тибальд — Сирил Атанасов, Меркуцио — Жан-Поль Франкетти, Леди Капулетти — Иветт Шовире
- 3 января 1985 — Американский театр балета, балетмейстер-постановщик Кеннет МакМиллан; Ромео — Джульетта — Лесли Браун, Ромео — Роберт Ла Фосс.
- 1986 — Красноярский театр оперы и балета, балетмейстер-постановщик В. С. Федянин
- 11 апреля 1987 — Челябинский театр оперы и балета, балетмейстеры-постановщики Юламей Скотт и Юрий Папко, художник-постановщик К. Шимановская, дирижёр-постановщик В. Е. Соболев
- 1988 — Государственный академический Большой театр оперы и балета БССР, балетмейстер-постановщик — Валентин Елизарьев, художник Э. Гейдебрехт, дирижёр Г. Проваторов
- 8 декабря 1988 — Ленинградский Малый театр оперы и балета, балетмейстер-постановщик Николай Боярчиков, художник-постановщик Р. Н. Иванов, художник по костюмам И. В. Сафронова, дирижёр-постановщик П. А. Бубельников; Ромео — Валерий Аджамов, Джульетта — Регина Кузьмичёва, Тибальт — Олег Ужинский, Меркуцио — Геннадий Судаков
- 17 декабря 1988 — Львовский театр оперы и балета, балетмейстер-постановщик Г. А. Исупов, художник-постановщик Евгений Лысик, дирижёр-постановщик И. Лацанич
- 1989 — Горьковский театр оперы и балета, балетмейстеры-постановщики Юламей Скотт и Юрий Папко
- 21 июня 1990 — Московский музыкальный театр имени К. С. Станиславского и В. И. Немировича-Данченко, балетмейстер-постановщик Владимир Васильев, художник-постановщик Сергей Бархин, дирижёр-постановщик Евгений Колобов; Ромео — Алексей Дубинин, Джульетта — Светлана Смирнова, Тибальт — Валерий Лантратов, Меркуцио — Андрей Глазшнейдер
- 1990 — Национальный балет Канады, балетмейстер-постановщик Джеймс Куделка
- 1990 — Лионская национальная опера, балетмейстер-постановщик Анжелен Прельжокаж; Ромео — С. Лора, Джульетта — Н. Комменж
- 1991 — Омский музыкальный театр, балетмейстер-постановщик Сергей Колесник
- 1993 — Литовский национальный театр оперы и балета, балетмейстер-постановщик Владимир Васильев, художник-постановщик Сергей Бархин
- 1995 — Ла Скала, балетмейстер-постановщик Кеннет МакМиллан
- 1996 — Балет Монте-Карло, балетмейстер-постановщик Жан-Кристоф Майо (фр. Jean-Christophe Maillot)
- 1996 — Театр балета Евгения Панфилова, Пермь, балетмейстер-постановщик Евгений Панфилов
- 1996 — Екатеринбургский театр оперы и балета, возобновление постановки Касаткиной и Василёва, художник-постановщик Иосиф Сумбаташвили, балетмейстер-постановщик Татьяна Луань-Бинь
- 20 апреля 1999 — Кремлёвский балет, в 2 актах, балетмейстер-постановщик Юрий Григорович, сценография и костюмы Симона Вирсаладзе, дирижёр-постановщик Владимир Понькин; Ромео — Юрий Клевцов, Джульетта — Наталья Балахничёва, Тибальд — Валерий Лантратов, Меркуцио — Вадим Кременский
- 1999 — Латвийская национальная опера, балетмейстер-постановщик Владимир Васильев, художник-постановщик Сергей Бархин
- 28 ноября 2000 — Краснодарский театр балета, в 2 актах, балетмейстер-постановщик Юрий Григорович, сценография и костюмы Симона Вирсаладзе, дирижёр-постановщик Александр Лавренюк; Ромео — Инь Даюн, Джульетта — Елена Князькова, Тибальд — Сергей Баранников, Меркуцио — А. Кондратюк
- 10 сентября 2003 — Саратовский театр оперы и балета, в 2 актах, балетмейстер-постановщик Михаил Лавровский (по Леониду Лавровскому), художник-постановщик С. Зограбян, художник по костюмам О. Резниченко, дирижёр-постановщик Юрий Кочнев
- 8 ноября 2003 — Национальная опера «Эстония», балетмейстер-постановщик Тиит Хярм, художник-постановщик М. Форссен, дирижёр-постановщик А. Вяйя
- 9 июля 2004 — Театр оперы и балета Республики Саха (Якутия), в 2 актах, балетмейстер-постановщик Юрий Григорович, сценография и костюмы Симона Вирсаладзе, дирижёр-постановщик Владимир Рылов
- 25 октября 2004 — Башкирский театр оперы и балета, балетмейстер-постановщик Шамиль Терегулов, художник-постановщик Дмитрий Чербаджи, дирижёр-постановщик Р. Лютер; Ромео — Ильдар Маняпов, Джульетта — Гюльсина Мавлюкасова, Меркуцио — Дмитрий Кожемякин, Тибальд — Денис Зайнтдинов
- 8 июля 2005 — Красноярский театр оперы и балета, балетмейстер-постановщик Сергей Бобров, художник-постановщик Дмитрий Чербаджи, дирижёр-постановщик А. П. Чепурной; Ромео — А. Асиньяров, Джульетта — Анна Ребецкая, Тибальд — Дмитрий Зыков, Меркуцио — Аркидий Зинов. Номинант Национального театрального фестиваля «Золотая Маска» (2006) в трех номинациях: «Лучший спектакль», «Лучшая работа хореографа» (Сергей Бобров) и «Лучшая женская роль в балете» (Анна Ребецкая в партии Джульетты).
- 14 ноября 2005 — Марийский государственный театр оперы и балета имени Эрика Сапаева

В 2 актах, балетмейстер-постановщик Константин Иванов, художник-постановщик Борис Голодницкий, дирижёр-постановщик Михаил Адамович; Ромео — Константин Иванов, Джульетта — Мария Максимова, Меркуцио — Александр Зверев, Тибальт — Александр Самохвалов, Бенволио — Константин Коротков
- 3 февраля 2006 — Ростовский музыкальный театр, балетмейстер-постановщик Алексей Фадеечев, художник-постановщик В. Окунев, дирижёр-постановщик Павел Клиничев
- 24 сентября 2006 — Челябинский театр оперы и балета, балетмейстер-постановщик Константин Уральский, художник-постановщик Никита Ткачук, дирижёр-постановщик Сергей Ферулёв
- 9 июля 2008 — Национальный Балет Кореи (Сеул), в 2 актах, балетмейстер-постановщик Юрий Григорович, сценография и костюмы Симона Вирсаладзе, дирижёр-постановщик Александр Лавренюк
- 5 мая 2011 — Армянский театр оперы и балета имени А. А. Спендиарова, балетмейстер-постановщик Р. Харатян, дирижёр-постановщик К. Дургарян
- 27 июня 2012 — Самарский академический театр оперы и балета, хореограф-постановщик — Кирилл Шморгонер, дирижёр-постановщик — Евгений Хохлов, художник-постановщик — Феликс Волосенков.
- 26 августа 2019 — Arena di Verona. Проект Сергея Полунина. Хореограф Johan Kobborg. Ромео — Сергей Полунин, Джульетта — Алина Кожокару.

## Экранизации
- 1954 — «Ромео и Джульетта», (СССР), (фильм-балет), режиссёры Лев Арнштам, Леонид Лавровский. В ролях: Ромео — Юрий Жданов, Джульетта — Галина Уланова
- 1965 — «Ромео и Джульетта», (Канада) (фильм-балет) (эпизод телесериала «Фестиваль[англ.]»), режиссёры Норман Кэмпбелл[англ.]*, Силия Франка. В ролях: Ромео — Эрл Краул, Джульетта — Вероника Теннант[англ.])
- 1966 — «Ромео и Джульетта», (Великобритания) (фильм-балет), режиссёр Поль Циннер. В ролях: Ромео — Рудольф Нуреев, Джульетта — Марго Фонтейн
- 1976 — «Ромео и Джульетта» (Великобритания, СССР, ФРГ) (фильм-балет) (ТВ), балет Большого театра, режиссёр Джон Вернон. В ролях: Ромео — Михаил Лавровский, Джульетта — Наталья Бессмертнова
- 1982 — «Ромео и Джульетта» (Италия) (фильм-балет). В ролях: Ромео — Рудольф Нуреев, Джульетта — Карла Фраччи
- 1983 — «Ромео и Джульетта на льду» / Romeo and Juliet on Ice (США) Фильм-балет на льду на музыку С. Прокофьева. Режиссёр Роберт Исков[англ.]. В ролях: Ромео — Брайан Покар, Джульетта — Дороти Хэмилл
- 1984 — «Ромео и Джульетта» (США, Великобритания) (фильм-балет) (ТВ). В ролях: Ромео — Уэйн Иглинг, Джульетта — Алессандра Ферри
- 2000 — «Ромео и Джульетта» (Италия) (фильм-балет) (ТВ), режиссёр Тина Протазони, Ромео — Анхель Корелла, Джульетта — Алессандра Ферри
- 2019 — «Ромео и Джульетта: без слов» / Romeo and Juliet: Beyond Words (Великобритания) (фильм-балет), Королевский балет, хореография Кеннета Макмиллан, режиссёр Майкл Нанн[англ.], Ромео — Уилльям Брэйсуэлл, Джульетта — Франческа Хэйуорд

## Дискография

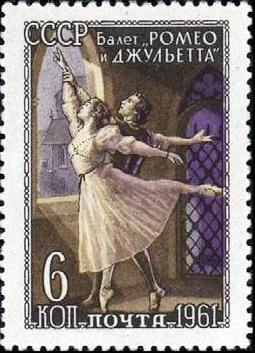
Почтовые марки СССР «Советский балет», 1962. «Ромео и Джульетта» Прокофьева

Музыку балета записывают, как правило, в виде сюит (наиболее обширна дискография Второй сюиты). Среди дирижёров, записавших музыку к «Ромео и Джульетте» целиком, Владимир Ашкенази (с лондонским Королевским филармоническим оркестром), Валерий Гергиев (с Лондонским симфоническим оркестром), Альгис Жюрайтис (с оркестром московского Большого театра), Лорин Маазель (с Кливлендским оркестром), Андре Превен (с Лондонским симфоническим оркестром).

## Библиография

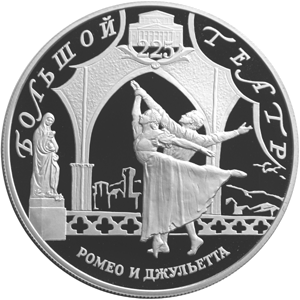
Монета Банка России — Серия: «Искусство», 225-летие Большого театра